# La Dérobade
Pour plus de détails, voir Fiche technique et Distribution.
La Dérobade est un film français réalisé par Daniel Duval et sorti en 1979. 
Le film met en scène Marie, 19 ans, qui s'ennuie ferme dans sa petite vie de banlieusarde sans avenir. Dans un café, elle rencontre Gérard, un beau brun frimeur et volubile, qui n'a aucun mal à la séduire. Aveuglée par l'amour, trop candide, Marie décide de quitter ses parents et son emploi de vendeuse pour aller vivre avec celui qu'elle considère comme l'homme de sa vie. Mais Gérard est un proxénète, qui oblige bien vite Marie à se prostituer. En « maison de rendez-vous » d'abord, dans la rue ou au bois de Boulogne ensuite, la jeune femme découvre peu à peu un univers de déchéance et de violence.
C'est une adaptation cinématographique du roman La Dérobade de Jeanne Cordelier, publié en 1976, témoignage sur la prostitution qui rencontra un vif succès. Plus d'un million d'exemplaires du livre ont été vendus en France et il a été traduit en 17 langues.

## Synopsis
Quelque part en banlieue parisienne, le fiancé de Marie part pour le service militaire, il lui laisse sa photo pour qu'elle ne l'oublie pas. Il la dépose ensuite au bistrot où son père joue aux cartes. Là elle rencontre Gérard dit Gégé, un proxénète présent à la table de jeu. C'est le coup de foudre, Gérard et Marie partent en voyage sur les côtes normandes, et en haut des falaises Marie déchire la photo de son ex-fiancé. De retour en banlieue parisienne, Gérard obtient de Marie qu'elle abandonne son travail de vendeuse pour se prostituer dans un bar pour son compte. Après sa première passe, Marie est mal à l'aise et veut en parler à sa sœur qui est également prostituée, mais son travail la prend à plein temps. Elle parle alors à Gérard qui lui propose de travailler dans une maison close ce qui pourrait être moins traumatisant. Le lendemain, le couple rencontre Mme Pedro dans son hôtel particulier. Celle-ci demande à Marie de changer de nom et de s'appeler dorénavant Sophie pour son travail. Parmi les autres travailleuses, Marie se lie d'amitié avec Maloup. 
Marie a parfois affaire à des clients avec des demandes différentes, ne désirant que se faire rabaisser. Gérard, lui, est satisfait de la rentabilité de sa gagneuse mais une rafle de police à l'hôtel de Mme Pedro va entraîner Marie au poste et son fichage en tant que travailleuse du sexe. Elle ne dénonce néanmoins pas son mac. Une fois sortie, Marie reçoit un appel de Gérard qui a besoin d'une grosse somme d'argent pour régler ses dettes de jeu. Marie paye avec les économies du couple, mais Gérard qui ne lui en sait aucun gré, la renvoie immédiatement travailler dans un bar. Là elle a une passe avec un homme qui lui donne son numéro de téléphone et son adresse. Rentrée chez elle, Gérard lui reproche son manque de libido puis finit par la battre. 
Marie s'enfuit et se fait consoler par sa sœur qui n'avait néanmoins pas encore fini sa passe. Les deux ayant rejoint leur père, Gérard revient pour inviter les deux sœurs à travailler dans une nouvelle boite et pour un week-end à Deauville pour Marie. Elle accepte pour un temps et prend peu après un studio avec Maloup pour travailler à leur compte. Entre-temps Marie présente Odette, une amie à elle à Gérard pour compenser. Dans la rue elles rencontrent André qui paye pour les deux filles. Au bout de trois heures et demie de sexe, Marie veut mettre André dehors, mais celui-ci a été secrètement envoyé par Gérard pour détruire leur studio, ce qu'il fait consciencieusement.
Gérard fait alors la morale à Marie, la reprend en lui déclarant qu'il ne veut que du fric et lui reprochant ses habits pas assez provocants. Maloup et elle ont ensuite une affaire avec trois hommes qui se passe mal : elles sont violées. Par la suite Gérard et la bande à Jean-Jean se vengent sur les trois hommes dans un sous-sol en obligeant l'un d'eux à pratiquer une fellation sur son frère. Marie, dégoûtée, s'enfuit avec Maloup.
Les deux amies se présentent dans un hôtel de passe où la maquerelle fait remarquer à Marie que ses vêtements sont à revoir pour augmenter son chiffre. Marie revêt désormais une tenue en skaï plus provocante pour son travail. Gérard lui demande d'améliorer également le rendement d'Odette. À la suite de leur entretien, Odette dévoile qu'elle est enceinte de Gérard, ce qui met en rage Marie.
Alors qu'elle rentre du boulot, Marie est enlevée par des inconnus qui l’emmènent dans une villa où est également emprisonné Gérard, car il a utilisé Maloup sans la permission de son maquereau alors en prison. Pour payer la rançon Marie fait du chantage à un ancien client et augmente les passes jusqu'à obtenir la somme demandée. Une fois la dette payée, Gérard est libéré mais les ravisseurs gardent Odette en dédommagement.  
Marie retourne en hôtel de passe où elle rencontre un jeune homme amoureux d'elle. Il paye pendant plusieurs jours les passes mais ne consomme pas, et Marie refuse d'abord ses baisers. Tombée amoureuse elle-même, ils se retrouvent enfin chez le jeune homme et passent la journée au lit. Finalement, le jeune homme se travestit en imitant Marie, ce qui la fait fuir en riant nerveusement. Durement touchée par cet épisode de sa vie, Marie se frappe la tête sur une des vitres de l’hôtel de passe jusqu'à la briser. Gérard l'attend à la sortie de l’hôpital où sa fracture a été soignée. Il cherche à connaître la raison de son geste mais elle ne dit pas un mot.
Après une nuit passée avec son mac, Marie s'échappe et retourne chez son père. Gérard s'en prend violemment à Lulu et son père mais ne découvre pas la présence de Marie cachée dans une armoire de l'entrée. Malgré le désaccord de Lulu et Maloup, elle y passera deux semaines avant que Gérard ne pose un ultimatum pour son retour. Elle le retrouve pour demander sa liberté, Jean-Jean lui impose l'intégralité de ses recettes pendant un an pour être libre. Elle accepte alors de retourner chez Mme Pedro ce qui n’empêche pas Gérard de la harceler dans la rue.
Marie atteint le fond en se faisant durement torturer par un client pour une grosse somme d'argent qui couvre une partie de sa dette. Désespéré, Gérard tente une dernière manipulation pour faire revenir Marie et lui demande de venir reprendre ses affaires. Arrivés chez lui, Marie voit ses affaires éparpillées au sol puis Gérard se déchaîne sur elle, n'acceptant pas sa défaite.
Bien plus tard, Marie se rend au poste de police pour faire déclaration de l'arrêt de sa prostitution. L’officier l'interroge sur le prix qu'elle a dû payer à son maquereau, mais elle continue à en nier l'existence.

## Fiche technique
- Titre : La Dérobade
- Réalisation : Daniel Duval
- Scénario : Daniel Duval, Christopher Frank et Jeanne Cordelier d'après ses mémoires
- Musique : Vladimir Cosma
- Photographie : Michel Cénet
- Montage : Jean-Bernard Bonis
- Production : Gérard Lorin et Benjamin Simon
- Société de production : ATC 3000 et S.N. Prodis
- Société de distribution : S.N. Prodis (France)
- Pays de production :  France
- Genre : Drame
- Durée : 120 minutes
- Date de sortie : 
  - France : 17 octobre 1979
- Classification :
  - France : Interdit aux moins de 16 ans lors de sa sortie en salles et à la télévision
- Affiche : René Ferracci (France)

## Distribution
- Miou-Miou : Marie Mage
- Maria Schneider : Maloup
- Daniel Duval : Gérard
- Jean Benguigui : Jean-Jean
- Martine Ferrière : Mme Pedro
- Niels Arestrup : André
- Michel Berto : le client qui aime être humilié
- Jacques Doniol-Valcroze : le commissaire de police
- Jean-Claude Dreyfus : le malfrat qui met Gérard à l'amende
- Brigitte Ariel : Odette
- Régis Porte : le jeune client amoureux
- Guy Kerner : le client au martinet
- Isabelle Mergault : une prostituée dans le couloir
- Jean Abeillé (non crédité) : un badaud à la barbiche
- Max Morel
- Maria Verdi
- Françoise Deldick
- Henry Djanik : Jacques, le premier client
- Marie Pillet : Lulu, sœur de Marie
- Bernard Cazassus : Roger, père de Marie et Lulu
- Jean-Claude Jay : le client sadique  aux lunettes noires
- Yvon Brexel
- Albert Dray : Michel
- Thérèse Quentin
- Maaike Jansen
- Joëlle Guillaud
- Maïté Nahyr
- Noëlle Leiris
- Manuela Gourary
- Benjamin Simon
- Luc Bergerac
- Béatrice Champanier

## Distinctions

### Récompense
- Césars 1980 : César de la meilleure actrice pour Miou Miou

### Nominations
- Césars 1980 : César de la meilleure actrice dans un second rôle pour Maria Schneider
- Césars 1980 : César de la meilleure musique pour Vladimir Cosma